# Renfe série 593
La série 593 sont des rames automotrices diesel (autorails) de la compagnie nationale espagnole des chemins de fer, Renfe. Ces rames fixes articulées composées de 2 motrices et une remorque étaient destinées au service passagers sur les lignes régionales importantes de moyenne distance. À partir de 1996, 25 unités ont été transformées et ont été ré immatriculées "596" les autres ont été cédées à l'Argentine et au Chili.

## Origine de la série
Dans les années 1970, lorsque la Renfe cherche à renouveler son parc d'autorails, elle se tourne naturellement vers Fiat Ferroviaria qui lui a déjà fourni plusieurs séries d'autorails et rames automotrices depuis les années 1930. Deux autorails Fiat type ALn 668 des FS, numérotés 668.0099 et 668.0100 sont mis à l'écartement espagnol (1.668 mm) et expédiés en Espagne. Ils sont essayés sur la ligne directe Madrid-Burgos à partir du 21 juin 1976. Après avoir reçu des inscriptions Renfe et un marquage provisoire dans la série UIC 668, l'ALn 668.0099 effectue du service commercial du 25 janvier au 10 février 1977. Les deux autorails sont renvoyés en Italie en octobre 1977. La Renfe, très intéressée par ce modèle, passe commande de 62 unités triples au groupement CAF - Babcock & Wilcox et Fiat Ferroviaria en 1977/78 qui les réalisera sous licence, dans les usines espagnoles entre 1982 et 1984.

## Conception
La série 593 est fortement dérivée des Fiat ALn 668 des FS dont elle reprend les bogies, la motorisation et la transmission. Seule la caisse est typiquement espagnole et reprend celle mise au point par MACOSA pour les 28 unités de la série 592 avec de simples variations de détails. Mais la différence avec les ALn 668 conçus par Fiat Ferroviaria est de taille, il s'agit de compositions triples fixes articulées et non d'autorails mono-caisses couplables.

## La transformation
Le projet d'origine de la Renfe d'avoir voulu les séries 592 et "593" sous forme de rames articulées fixes a été une erreur. En effet, dès 1996, la Renfe s'est rendu compte que ces autorails étaient en surcapacité sur la plupart des lignes à cause d'une forte baisse de la fréquentation. La possibilité de transformer les rames "593" de triple en rame double, un instant envisagée, n'aboutit sur rien. L'idée émerge alors de réaliser un nouveau et moderne Tren Regional Diesel Ligero ou TRDL capable de s'adapter à la demande sur les lignes à faible trafic. Les 593 vont servir de base à cette construction, chaque rame donnant naissance à deux TRDL baptisés série 596. Ils vont conserver les motrices des "593" en réaménageant simplement l'autre extrémité en y intégrant une cabine de conduite comportant les nouvelles techniques de pointe comme un automate programmable de bord. 25 unités "596" vont ainsi naître.

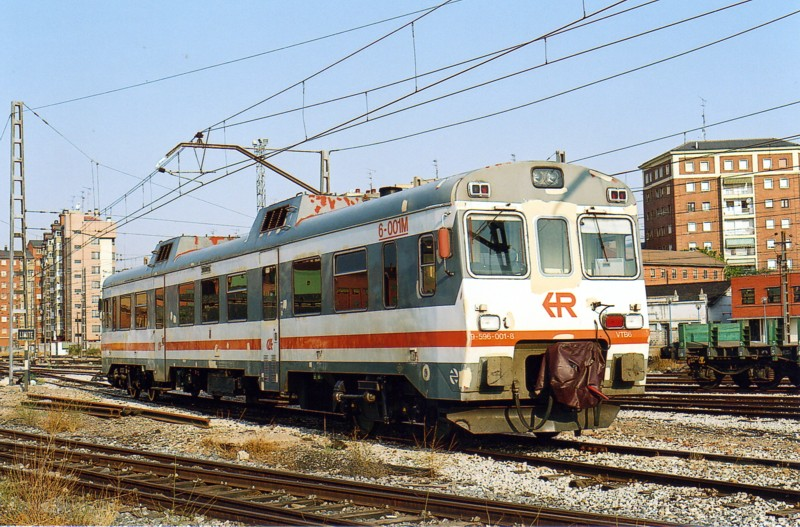
L'autorail 596-001-8 en livrée d'origine à Valladolid. 9 aout 2003

## Les rames "593" vendues en Argentine et au Chili
En 2000, après que le programme de refurbishing des unités de la série 593 en 596, Renfe a cherché à vendre les rames excédentaires. Etant trop larges pour circuler sur les voies européennes traditionnelles, seuls les pays à voies larges pouvaient être intéressés, comme l'Argentine et le Chili.

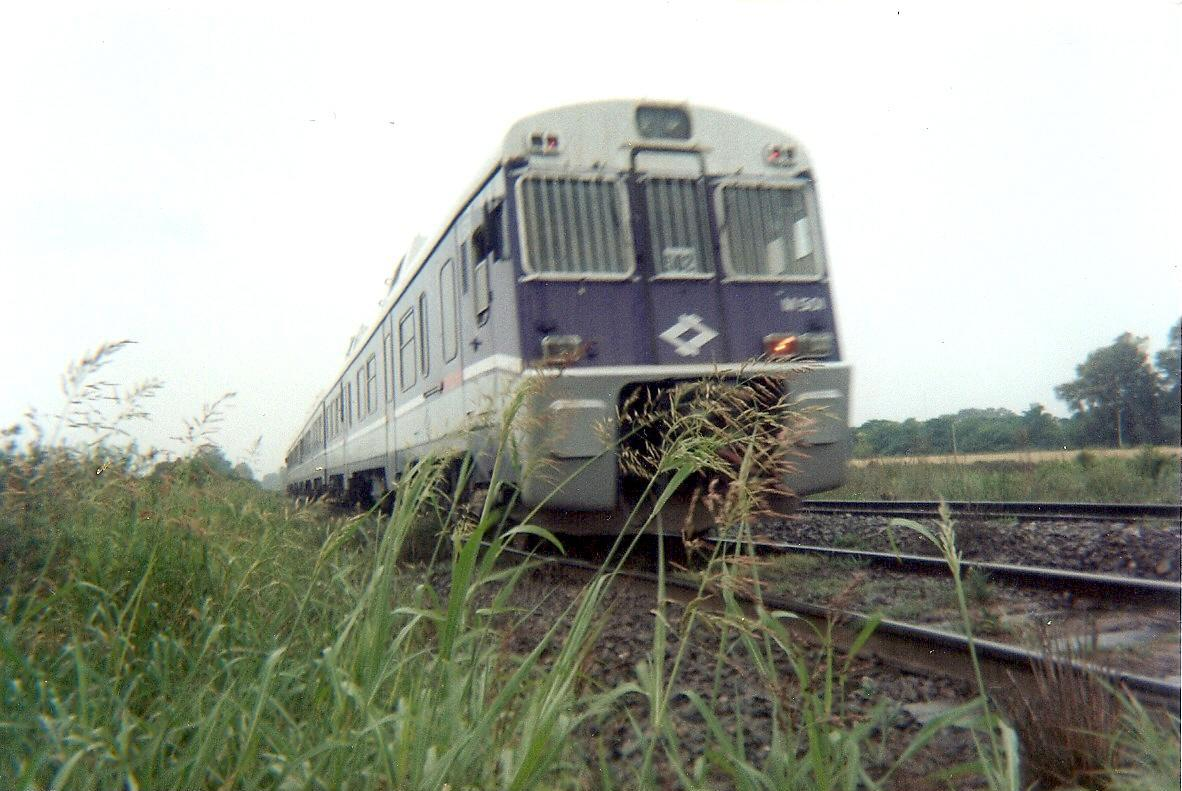
Rame "ex 593" adaptée pour le réseau argentin

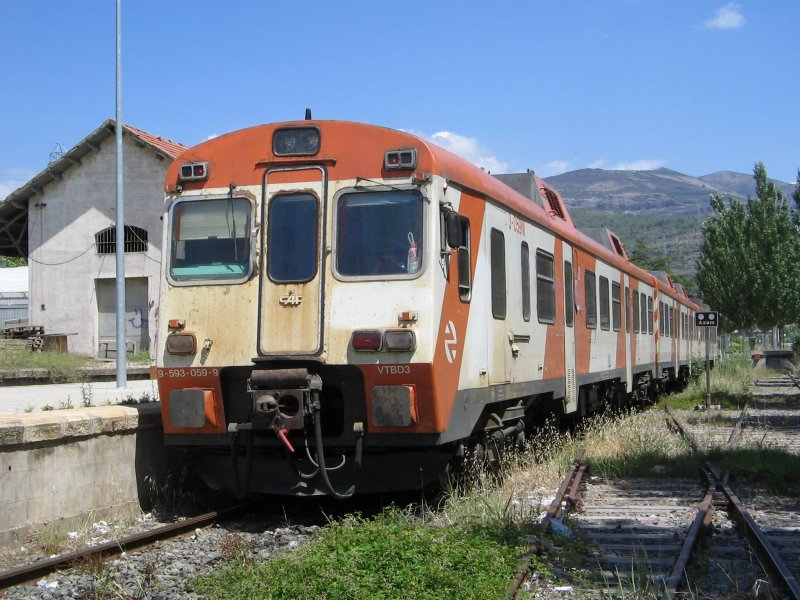
La rame Renfe 593.059 à La Pobla de Segur en Espagne

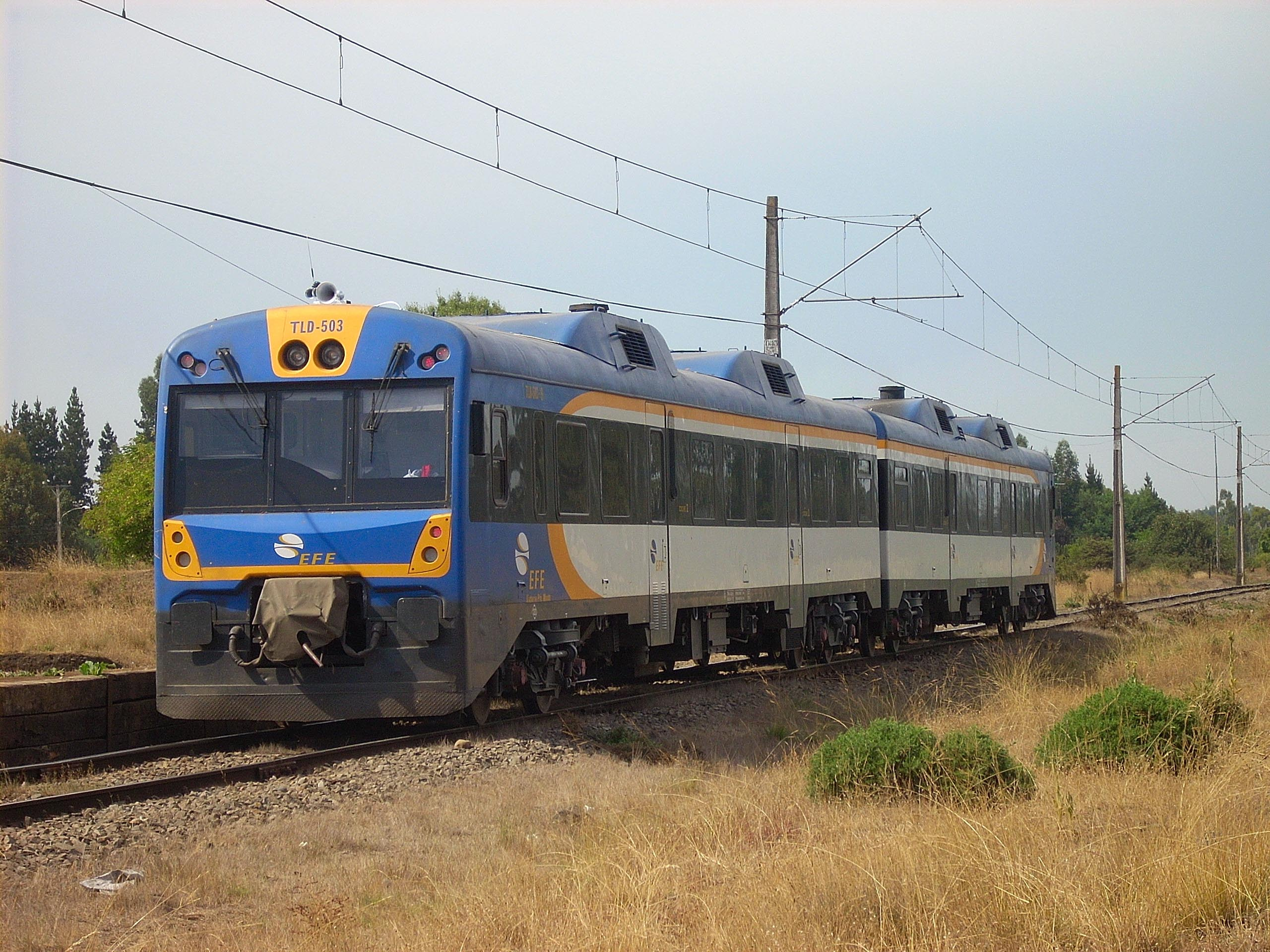
Rame 2 caisses TLD 500 " ex 593" au Chili

### Argentine
Les nombreuses compagnies privées ou concessionnaires composant les chemins de fer argentins ont acquis 11 rames "ex Renfe 593" pour une utilisation sur leurs réseaux

### Chili
Les chemins de fer chiliens Empresa de los Ferrocarriles del Estado - EFE ont acquis 4 rames qui ont été rénovées, repeintes aux couleurs de la compagnie et les bogies ont été adaptés à l'écartement particulier de 1.676 mm. Elles ont été mises en service le 6 décembre 2005 immatriculées TLD-500 (Tren Ligero Diésel 501 à 504). Elles assurent le service sur la ligne régionale Victoria-Puerto Montt. La remorque centrale de la rame originelle a été supprimée, les EFE ne servant que les 2 motrices assemblées. Actuellement, seules 2 unités sont opérationnelles, les TLD-502 & 504, les rames 501 et 503 ont subi des accidents et sont utilisées comme réserve de "pièces détachées". 